# 红萼银莲花
红萼银莲花（学名：Anemone smithiana）为毛茛科银莲花属的植物。分布于尼泊尔、不丹、锡金以及中国大陆的西藏等地，生长于海拔3,800米至4,300米的地区，多生长在山地灌丛中或沟边，目前尚未由人工引种栽培。